# The Skreppers
The Skreppers is een band uit Helsinki, Finland. De band combineert de agressiviteit van punk en de straight forward drive van rockabilly met garage sounds. Het resultaat kan men "Trash Rock" noemen.

## Biografie
The Skreppers kwam samen in het midden van de jaren 1990 toen de leden zich verveelden met hun andere meer politiek correcte bandprojecten. De band bouwde al snel een fanbase op met energetische en soms chaotische live optredens in het einde van de jaren 90. Leer, hoge hakken, wat er ook voor nodig was om een goede show neer te zetten, The Skreppers namen het mee het podium op. Na de millenniumwisseling was de band klaar om te beginnen met het opnemen van een album, de zelf gepubliceerde LP "Splish, Splash! Every Night?" kwam uit in 1999, en na een platencontract met Low Impact Records uit Zweden kwam het album "Hedonist Hellcats" uit in 2002.
In 2004 bracht Udai Records, een nieuw label voor vreemd uitziende en klinkende bands, het derde album van de band, "Call of the Trash", uit in augustus 2004.

## Optredens
The Skreppers hebben opgetreden in Finland, Zweden en recentelijk ook Europa. Soms als voorprogramma van HIM (de zanger "Special K" is beroemd door zijn productiewerk voor HIM, the 69 eyes, Moonspell en Sentenced).

## Leden
- Special K - zang
- Reinaldo - gitaar
- K. Sumatra - gitaar
- Jack Black - basgitaar
- Salvador Salsa - drums
- Jan Gardemeister - orgel

## Discografie

### Albums
- Splish, Splash! Every Night? (1999)
- Hedonist Hellcats (2002, Low Impact)
- Call of the Trash (2004, Udai Records)

### Singles
- Simsala Bimsala / Jesus Saved My Sex Life (2004, Udai Records)